# Filip Novotný (fotbalista)
Filip Novotný (* 17. srpna 1995) je český fotbalový záložník či obránce, od července 2020 hráč klubu FC Hradec Králové. Před příchodem do Vysočiny Jihlava nastupoval na postu levého záložník, avšak v Jihlavě hrál beka. Jedná se o rychlého fotbalistu s dobrou levou nohu, který neuhýbá ze soubojů.

## Klubová kariéra
Svoji fotbalovou kariéru začal v roce 2001 v mužstvu FK Litoměřice, jehož je odchovanec. Když mu bylo 15 let stal se hráčem nedalého klubu FK Ústí nad Labem, kde byl v dorostu kapitánem celku.

### FK Ústí nad Labem

#### Sezóna 2014/15
V sezoně 2014/15 se propracoval do seniorské kategorie Army. Ligový debut v dresu "áčka" Ústí nad Labem si připsal ve 13. kole hraném 31. 10. 2014 proti týmu MFK Frýdek-Místek (prohra 2:3), na hrací plochu přišel v 78. minutě namísto Michala Leibla. Během necelého roku nastoupil v lize ke 12 střetnutím.

#### Sezóna 2015/16
Svůj první ligový gól v ročníku 2015/16 za A-mužstvo dal 23. 8. 2015 v souboji s klubem FK Varnsdorf (remíza 2:2), když v 55. minutě snižoval na průběžných 1:2 z pohledu Ústí. Podruhé v lize za "áčko" v této sezóně skóroval v sedmém kole proti týmu FK Pardubice a podílel se na vysokém domácím vítězství 4:1. Na podzim 2015 odehrál 14 ligových zápasů.

### FC Vysočina Jihlava
V zimě 2015/16 o něj projevili zájem z první ligy mužstva z Mladé Boleslavi a ̠Teplic, ale nakonec přestoupil v prosinci 2015 z Ústí nad Labem za nespecifikovanou částku do klubu FC Vysočina Jihlava hrající tehdy také nejvyšší soutěž a podepsal s ní tříletý kontrakt. Z jeho přestupu profitovaly finančně také Litoměřice, jelikož když Novotný přicházel do Army měl ve smlouvě uvedeno, že když bude hrát ligu zaplatí jim Ústí nespecifikovanou částku.
Při startu tohoto angažmá ho skoro rok pronásledovala zranění. Zpočátku za první mužstvo nenastupoval a hrál pouze za juniorku v tamní lize. Své první ligové střetnutí v dresu "áčka" Vysočiny zažil až v 17. kole ročníku 2016/17 hraném 18. února 2017 v souboji s pozdějším mistrem klubem SK Slavia Praha. Nastoupil na celých devadesát minut, ale prohře 0:2 na hřišti soupeře nezabránil. V zimě 2017/18 prodloužil s Jihlavou smlouvu a následně odešel hostovat kvůli pravidelné herní vytíženosti do Ústí nad Labem. Z hostování se po půl roce vrátil do Vysočiny, která mezitím sestoupila do druhé ligy a již pravidelně poté nastupoval za první mužstvo, za které během dvou následujících sezon v lize odehrál dohromady 48 střetnutí. V létě 2019 o něj projevil zájem klub FC Hradec Králové, ale z přestupu tehdy sešlo. V jarní části ročníku 2019/20 s Jihlavou skončil po odehrání třiceti kol na druhém místě tabulky a díky tomuto se tak s ní představil v baráži o nejvyšší soutěž, do které po prohře 1:2 venku a remíze 1:1 doma s klubem MFK Karviná Vysočina Jihlava nepostoupila. Celkem za FC odehrál 59 ligových zápasů.

### FK Ústí nad Labem (hostování)
V únoru 2018 se vrátil do druhé nejvyšší soutěže do Army v níž hostoval. Obnovenou ligovou premiéru za Ústí absolvoval 9. 3. 2018 proti Pardubicím, při remíze 0:0 nastoupil na celé utkání. Svoji první branku a zároveň i jedinou v lize po návratu do Ústí vsítil v souboji s Frýdkem-Místkem, když dal v 90. minutě gól na konečných 2:1 pro svůj celek. Na jaře 2018 odehrál v lize pokaždé v základní sestavě všech 14 střetnutí.

### FC Hradec Králové
Před sezonou 2020/21 se Vysočina dohodla tehdy v rámci druhé ligy na odstupném za Novotného s týmem FC Hradec Králové a následně po podpisu kontraktu se stal jeho hráčem. S Hradcem uzavřel smlouvu platnou na tři roky.
Ligový debut v dresu "Votroků" si připsal v úvodním kole proti mužstvu FC Sellier & Bellot Vlašim (výhra 1:0), na hrací ploše vydržel do 70. minuty a poté ho vystřídal Jan Záviška. Poprvé v lize za Hradec skóroval 25. 11. 2020 proti tehdejšímu nováčkovi klubu FK Blansko, v 82. minutě vyrovnával na průběžných 1:1. Hradecký tým o pět minut později zápas díky Eriku Prekopovi otočil a zvítězil venku 2:1 Na jaře 2021 po 23. kole hraném 8. 5. 2021 postoupil s Hradcem Králové po výhře 2:1 nad Duklou Praha z prvního místa tabulky do nejvyšší soutěže, kam se "Votroci" vrátili po čtyřech letech.

## Klubové statistiky
Aktuální k 11. květnu 2021
| Sezona    | Klub                      | Soutěž             | Zápasy | Góly |
| --------- | ------------------------- | ------------------ | ------ | ---- |
| 2014/2015 | FK Ústí nad Labem         | FNL                | 12     | 0    |
| 2015/2016 | FK Ústí nad Labem         | FNL                | 14     | 2    |
| 2015/2016 | FC Vysočina Jihlava U–21  | Juniorská liga     | 3      | 0    |
| 2016/2017 | FC Vysočina Jihlava       | ePojisteni.cz liga | 4      | 0    |
| 2017/2018 | FC Vysočina Jihlava       | HET liga           | 7      | 0    |
| 2017/2018 | FK Ústí nad Labem (host.) | Fortuna NL         | 14     | 1    |
| 2018/2019 | FC Vysočina Jihlava       | Fortuna:NL         | 25     | 0    |
| 2019/2020 | FC Vysočina Jihlava       | Fortuna:NL         | 23     | 0    |
| 2020/2021 | FC Hradec Králové         | Fortuna:NL         |        |      |